# Az Oregon State Beavers amerikaifutball-vezetőedzőinek listája
Az Oregon State Beavers amerikaifutball-csapatát 1893-ban alapították. 2023 novemberétől vezetőedzője Trent Bray.
Lon Stiner, Tommy Prothro, Dennis Erickson, Mike Riley és Jonathan Smith alatt részt vehettek bowlmérkőzésen, Stiner és Prothro alatt pedig konferenciabajnokságot nyertek. Stiner és Riley tizennégy éven át voltak edzők; a legtöbb, 93 győzelmet Riley szerezte. 90,9%-os győzelmi arányával Will Bloss a legeredményesebb, míg Cory Hallé 0%. Erickson és Prothro a College Football Hall of Fame tagja.

## Lista
| Edző                    | Szezon(ok)          | JSZ | Összesített | Összesített | Összesített | Összesített | Konferencia | Konferencia | Konferencia | Konferencia | Rájátszás | Rájátszás | Rájátszás | KB | Díj(ak)                                                                                               |
| Edző                    | Szezon(ok)          | JSZ | ÖGY         | ÖV          | ÖD          | Ö%          | KGY         | KV          | KD          | K%          | RGY       | RV        | RD        | KB | Díj(ak)                                                                                               |
| ----------------------- | ------------------- | --- | ----------- | ----------- | ----------- | ----------- | ----------- | ----------- | ----------- | ----------- | --------- | --------- | --------- | -- | --- |
| Will Bloss              | 1893 1897           | 11  | 10          | 1           | 0           | .909        | –           | –           | –           | –           | –         | –         | –         | –  | – |
| Guy Kennedy             | 1894                | 3   | 2           | 1           | 0           | .667        | –           | –           | –           | –           | –         | –         | –         | –  | – |
| Paul Downing            | 1895                | 3   | 0           | 2           | 1           | .167        | –           | –           | –           | –           | –         | –         | –         | –  | – |
| Tommy Code              | 1896                | 3   | 1           | 2           | 0           | .333        | –           | –           | –           | –           | –         | –         | –         | –  | – |
| Hiland Orlando Stickney | 1899                | 5   | 3           | 2           | 0           | .600        | –           | –           | –           | –           | –         | –         | –         | –  | – |
| Fred Herbold            | 1902                | 6   | 4           | 1           | 1           | .750        | –           | –           | –           | –           | –         | –         | –         | –  | – |
| Thomas L. McFadden      | 1903                | 7   | 2           | 4           | 1           | .357        | –           | –           | –           | –           | –         | –         | –         | –  | – |
| Allen Steckle           | 1904–1905           | 15  | 10          | 5           | 0           | .667        | –           | –           | –           | –           | –         | –         | –         | –  | – |
| Fred Norcross           | 1906–1908           | 21  | 14          | 4           | 3           | .738        | –           | –           | –           | –           | –         | –         | –         | –  | – |
| Sol Metzger             | 1909                | 7   | 4           | 2           | 1           | .643        | –           | –           | –           | –           | –         | –         | –         | –  | – |
| George Schildmiller     | 1910                | 6   | 3           | 2           | 1           | .583        | –           | –           | –           | –           | –         | –         | –         | –  | – |
| Sam Dolan               | 1911–1912           | 14  | 8           | 6           | 0           | .571        | 3           | 4           | 0           | .429        | –         | –         | –         | 0  | – |
| E. J. Stewart           | 1913–1915           | 21  | 15          | 5           | 5           | .700        | 7           | 3           | 3           | .654        | –         | –         | –         | 0  | – |
| Joseph Pipal            | 1916–1917           | 16  | 8           | 7           | 1           | .531        | 1           | 4           | 1           | .250        | –         | –         | –         | 0  | – |
| Homer Woodson Hargiss   | 1918–1919           | 15  | 6           | 8           | 1           | .433        | 1           | 5           | 0           | .167        | –         | –         | –         | 0  | – |
| Dick Rutherford         | 1920–1923           | 33  | 13          | 14          | 6           | .485        | 6           | 10          | 3           | .395        | –         | –         | –         | 0  | – |
| Paul J. Schissler       | 1924–1932           | 80  | 48          | 30          | 2           | .613        | 22          | 27          | 1           | .450        | –         | –         | –         | 0  | – |
| Lon Stiner              | 1933–1942 1945–1948 | 140 | 74          | 49          | 17          | .589        | 49          | 42          | 13          | .534        | 3         | 0         | 0         | 1  | – |
| Kip Taylor              | 1949–1954           | 56  | 20          | 36          | 0           | .357        | 15          | 30          | 0           | .333        | 0         | 0         | 0         | 0  | – |
| Tommy Prothro           | 1955–1964           | 102 | 63          | 37          | 2           | .627        | 25          | 9           | 1           | .729        | 1         | 2         | 0         | 3  | A College Football Hall of Fame tagja                                                                 |
| Dee Andros              | 1965–1975           | 116 | 51          | 64          | 1           | .444        | 30          | 37          | 1           | .449        | 0         | 0         | 0         | 0  | – |
| Craig Fertig            | 1976–1979           | 45  | 10          | 34          | 1           | .233        | 5           | 26          | 0           | .161        | 0         | 0         | 0         | 0  | – |
| Joe Avezzano            | 1980–1984           | 55  | 6           | 47          | 2           | .127        | 2           | 35          | 2           | .077        | 0         | 0         | 0         | 0  | – |
| Dave Kragthorpe         | 1985–1990           | 67  | 17          | 48          | 2           | .269        | 10          | 33          | 2           | .244        | 0         | 0         | 0         | 0  | Pac-10 év edzője (1989)                                                                               |
| Jerry Pettibone         | 1991–1996           | 66  | 13          | 52          | 1           | .205        | 6           | 41          | 1           | .135        | 0         | 0         | 0         | 0  | – |
| Mike Riley              | 1997–1998 2003–2014 | 173 | 93          | 80          | –           | .538        | 58          | 63          | –           | .479        | 6         | 2         | –         | 0  | Pac-10 év edzője (2008)                                                                               |
| Dennis Erickson         | 1999–2002           | 48  | 31          | 17          | –           | .646        | 18          | 14          | –           | .563        | 1         | 2         | –         | 1  | A College Football Hall of Fame tagja Sporting News év egyetemi edzője (2000) Pac-10 év edzője (2000) |
| Gary Andersen           | 2015–2017           | 30  | 7           | 23          | –           | .233        | 3           | 18          | –           | .143        | 0         | 0         | –         | 0  | – |
| Cory Hall               | 2017 (ideiglenesen) | 6   | 0           | 6           | –           | .000        | 0           | 6           | –           | .000        | 0         | 0         | –         | 0  | – |
| Jonathan Smith          | 2018–2023           | 69  | 34          | 35          | –           | .493        | 23          | 29          | –           | .442        | 1         | 1         | –         | 0  | Pac-12 év edzője (2022)                                                                               |
| Kefense Hynson          | 2017 (ideiglenesen) | 1   | 0           | 1           | –           | .000        | 0           | 0           | –           | –           | 0         | 1         | –         | 0  | – |
| Trent Bray              | 2024–               | 12  | 5           | 7           | –           | .417        | 1           | 0           | –           | 1.000       | 0         | 0         | –         | 0  | – |